# Parepalpus labeosus
Parepalpus labeosus là một loài ruồi trong họ Tachinidae.